# دايا فاييجا

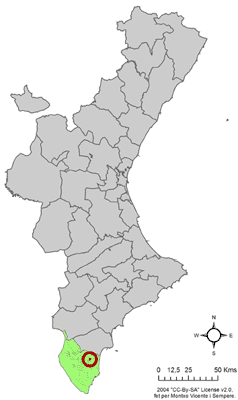
موقع البلدية

بلدية دايا فاييجا (بالإسبانية: Daya Vieja)‏, هي بلدية تقع في مقاطعة اليكانتي. جنوب شرق إسبانيا. يبلغ عدد سكانها 336 نسمة.